# آديل دي أوليفيرا أموريم
آديل دي أوليفيرا أموريم (بالبرتغالية: Adiel de Oliveira Amorim‏) أو ببساطة آديل هو لاعب كرة قدم برازيلي سابق، من مواليد 13 أغسطس 1980 في البرازيل.
لعب سابقاً في لعدة أندية منها نادي سانتوس البرازيلي، أوراوا رد دايموندز الياباني، ولعب أيضا لنادي القادسية الكويتي.

## روابط خارجية
- آديل دي أوليفيرا أموريم على موقع رابطة كرة القدم اليابانية للمحترفين (اليابانية)
- آديل دي أوليفيرا أموريم على موقع قاعدة بيانات كرة القدم.إي يو (الإنجليزية)
- آديل دي أوليفيرا أموريم على موقع Soccerway.com (الإنجليزية)
- آديل دي أوليفيرا أموريم على موقع عالم كرة القدم.نت (الإنجليزية)